# Triosphere
Triosphere ist eine Progressive-Metal- und Symphonic-Metal-Band aus Trondheim, Norwegen. 

## Bandgeschichte
Die Band wurde 2004 von Ida Haukland (Gesang, E-Bass), Marius Silver Bergesen (Gitarre) und Ørjan Aare Jørgensen (Schlagzeug) gegründet, denen sich Tor Ole Byberg als zweiter Gitarrist kurz danach anschloss. Die Band unterschrieb 2006 beim norwegischen Label FaceFront Records. Kurz darauf erschien in Norwegen ihr erstes Album, Onwards, das später in Asien, in Europa und in den Vereinigten Staaten verkauft wurde. Die Band wurde daraufhin in etablierten Musikmagazinen wie dem Rock Hard oder der US-amerikanischen Website Just Plain Folks Music als Newcomer-Act gefeiert. Letztere Seite verlieh dem Album den Titel Metal Album of the Year.
Triosphere tourten anschließend durch Europa und unterschrieben bei AFM Records. Dort erschien am 28. Mai 2010 das zweite Album The Road Less Travelled.

## Stil
Triosphere spielt „traditionellen Melodic Power/Heavy Metal mit leichten skandinavischen Hard-Rock- und Progressive-Einflüssen“ im Stil von Sinergy, Masterplan, Dio und neueren Nightwish.

## Diskografie
- 2005: Deadly Decadence (Demo)
- 2006: Onwards (FaceFront Records)
- 2010: The Road Less Travelled (AFM Records)
- 2014: The Heart of the Matter (AFM Records)